# Dangun Feveron
Dangun Feveron (銃フィーバロン?, Danjū Fībaron), anche noto come Fever SOS, è un videogioco sviluppato da Cave e distribuito da Nihon System in Giappone. Il giocatore controlla un'astronave da combattimento e il suo compito è quello di distruggere ondate di nemici attraverso una serie di fasi a scorrimento che aumentano di difficoltà. Il sistema di punteggio è progettato per incoraggiare a distruggere il maggior numero possibile di avversari, i quali, una volta usciti dallo schermo, fanno sì che vengano sottratti dei punti al risultato finale. Il titolo è noto per la sua elaborata presentazione ispirata alla disco music, per la colonna sonora e per le insolenti voci fuori campo.
Sviluppato in concomitanza con ESP Ra.De. (1998), Dangun Feveron inizialmente era stato pensato come un generico gioco arcade a scorrimento verticale e il tema della disco venne aggiunto soltanto dopo che Cave ricevette un feedback negativo dal location test, così da spingerla a cercare delle meccaniche di gameplay e un aspetto unici. I critici elogiarono il peculiare sistema di punteggio e l'assurdità del titolo, anche se alcuni misero in dubbio la qualità del gameplay stesso. Il primo porting avvenne nel 2016, per volontà dell'azienda M2, che lo rese disponibile per PlayStation 4 e Xbox One.

## Storia
Un'organizzazione nota come Great Grace (グレイトグラッチェ?, Gureitoguratche) si appresta a conquistare il pianeta Terra, nell'ottica di dominare l'universo. I residenti di un pianeta vicino, chiamato Fever (フィーバー?, Fībā), vengono avvisati di questo e schierano un gruppo di caccia stellari per sconfiggere la Great Grace e il suo leader prima che prendano la Terra e la sua popolazione prigionieri.

## Modalità di gioco
Dangun Feveron è uno sparatutto a scorrimento verticale, che «persegue l'euforia e la semplicità», attraverso «lo "sparare", l'"evitare" e il "guadagnare"». Il giocatore può pilotare uno dei tre caccia stellari (indicati semplicemente come ＴＹＰＥ-Ａ, ＴＹＰＥ-Ｂ e ＴＹＰＥ-Ｃ), che si differenziano in base alla velocità, agli attacchi speciali (detti "bombe") e alla tipologia di proiettili. Il compito è quello di completare ogni livello e distruggere le orde di navi spaziali nemiche, senza entrare in collisione con loro ed evitando i loro proiettili; durante il percorso si possono trovare delle navi particolari che, una volta sconfitte, lasciano diversi oggetti: alcuni danno punti al giocatore, mentre altri sono potenziamenti, che migliorano la potenza di fuoco o forniscono un attacco speciale in più.
La presentazione del titolo è fortemente ispirata all'immaginario disco, tradotto nel gameplay dalla presenza dei "cyborg": essi sono degli esseri umani che fuoriescono dalle astronavi avversarie annientate e che possono essere collezionati per aumentare il punteggio complessivo, sia in singolo che in multiplayer. Il sistema dei punti è progettato per incoraggiare i giocatori ad eliminare il maggior numero possibile di nemici; infatti se essi riescono a abbandonare la schermata vengono decurtati dei punti dal risultato finale.
I livelli diventano più impegnativi man mano che il giocatore progredisce ed introducono nuovi tipi di velivoli, che reagiscono più velocemente agli attacchi e sono molto più resistenti di quelli normali. Il gioco contiene una modalità di attacco a tempo nascosta con cui bisogna segnare, entro tre minuti, il più alto numero di punti.

## Sviluppo

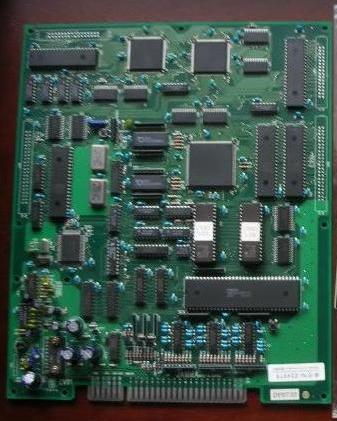
Il circuito stampato di Dangun Feveron

Dangun Feveron venne realizzato dal team di Cave, software house che si era distinta per i suoi sparatutto "bullet hell", come quelli della saga di DonPachi. Kenichi Takano, uno dei fondatori dell'azienda, ricoprì il ruolo di produttore e lo sviluppo avvenne in concomitanza con ESP Ra.De.. (1998). Inizialmente non vi era un particolare concept dietro al gioco, che quindi doveva risultare un generico shoot 'em up per le sale giochi; tuttavia, dopo che il location test restituì dei risultati generalmente negativi, il team si convinse ad elaborare un'estetica e una meccanica uniche. Vennero fatte molte riunioni, in una delle quali venne avanzata la proposta di un videogioco ispirato alla disco music. L'opera venne rivista più volte: durante quest'operazione, venne pensato il gameplay definitivo, incentrato sullo schivare i colpi avversari in rapido movimento, e furono introdotti i cyborg, inizialmente dei veri e propri proiettili sparati dalle astronavi.  Uno dei programmatori di ESP.Ra.De. raccontò:
Anche il titolo venne più volte cambiato: alcuni candidati erano Baro Fever e Fever SOS, comunque poi riutilizzati rispettivamente per la traccia Sad Barofever [BAROFEVER] (BGM Stage 3) (悲しきバロフィーバー[BAROFEVER]（BGMステージ3）?) della colonna sonora e per le edizioni internazionali del gioco.

## Colonna sonora
Ryuichi Yabuki e Nanpei Misawa si occuparono della colonna sonora e Ryo Sakai degli arrangiamenti; originariamente essa «interamente» in stile heavy metal; come affermò però uno degli ingegneri del suono, «un giorno stavamo rivedendo l'intero gioco e abbiamo pensato che sarebbe stato meglio renderlo più tematico in qualche modo, quando qualcuno ha detto "ragazzi... non sentite [anche voi] la febbre?" E con ciò, abbiamo frettolosamente cambiato quasi tutto in una colonna sonora da discoteca in stile anni '80». Nel periodo in cui era stato preso in considerazione il tema della disco, un membro dello staff di sviluppo credeva che la musica dovesse in qualche modo rappresentare e sottolineare l'azione frenetica del gioco. Ciononostante, il tema musicale dei boss rimase heavy metal, senza un motivo particolare. Mizawa disse di essersi ispirato ad alcune antologie di musica disco degli anni settanta che aveva acquistato l'anno prima, primariamente «per ascoltare Soul Dracula e Kanashiki negai». Mahasaru Yoshida suonò la chitarra elettrica nei vari pezzi, i quali furono registrati allo Studio 882 da Nobuya Uchida e masterizzati da Kotaro Kojima. La colonna sonora venne pubblicata su CD da SCITRON il 4 dicembre 1998, con il numero di catalogo SGCD-0004 e con un prezzo di 1890 ¥.

## Distribuzione

Logo della M2, curatrice del primo porting di Daungun Feveron

Dangun Feveron venne distribuito in Giappone dal 14 settembre 1998 da Nihon System Inc. Diversamente da altri prodotti della Cave, rimase un'esclusiva del mondo arcade e non venne, negli anni successivi, mai portato su altre console. Soltanto nel 2011 l'azienda pensò di realizzarne una versione scaricabile per Xbox Live Arcade qualora quella di Guwange si sarebbe rivelata di successo. Nel 2016 M2, una software house nota per produrre versioni di alta qualità di vecchi titoli videoludici, si propose per pubblicare un porting dell'opera, che poi distribuì il 28 aprile 2017 per PlayStation 4 come capitolo della sua serie M2 ShotTriggers. Due anni dopo esso venne reso disponibile internazionalmente in lingua inglese, assieme ad una conversione per Xbox One. Tale versione presenta molteplici miglioramenti, come dei bordi decorati ai lati dello schermo e una nuova tabella per i punti. Nel 2019 il gioco fu reso disponibile sul servizio AntStream. Limited Run Games annunciò il 7 aprile 2021 di star progettando un'edizione fisica di Dangun Feveron per la PS4.

## Accoglienza
| Testata | Giudizio |
| ------- | -------- |
| Famitsū | 30/40    |

Game Machine riportò a novembre del 1998 che Dangun Feveron era tra i cabinati di maggior successo in Giappone. Un recensore di Game Criticism reputò che, al di là della sua grafica colorata e dell'estetica ispirata alla discoteca, esso fosse uno generico sparatutto verticale che sembrava «finito a metà» rispetto a titoli simili; ciò sarebbe evidente nei modelli insignificanti delle navi nemiche e nella struttura dei livelli. Nella valutazione venne anche lamentata una mancanza di sfida del gioco, che sarebbe in contraddizione con la parola "Fever" del titolo. Takehiko Hara, che aveva presentato in anteprima il prodotto per ITmedia, affermò che la bassa difficoltà aveva il videogioco più accessibile ai principianti, poiché la maggior parte degli shoot 'em up all'epoca erano noti per la loro importante sfida. Egli inoltre reputò l'aggiunta di una modalità di attacco a tempo un'idea in gran parte inaudita per gli arcade.
Nel corso del tempo, nuove recensioni vennero fatte su Dangun Feveron, puntualizzando la sua assurdità e la sua velocità. Un autore di PC Zone lo definì «uno sparatutto brillante e esagerato», elogiando la sua natura comica e il gameplay avvincente. Kurt Kalala di Hardcore Gaming 101 fu della stessa opinione e lo reputò una delle creazioni più atipiche e sperimentali di Cave, ammettendo di essere rimasto affezionato al suo sistema di punteggio, fuori dai soliti standard degli sparatutto a scorrimento. Famitsū apprezzò generalmente la versione per PlayStation 4 d per la sua grafica vibrante e per la modalità di gioco frenetica. Un recensore elogiò l'aggiunta di funzionalità extra in quanto esse avevano reso il gioco più degno del suo prezzo. Un altro mise in dubbio il suo livello di difficoltà e affermò che, anche nella sessione di difficoltà più bassa, era un gioco difficile e probabilmente adatto solo a giocatori avanzati.